# 毛轴铁角蕨
⽑軸鐵角蕨（學名：Asplenium crinicaule）為鐵角蕨科鐵角蕨屬下的植物。

## 延伸閱讀
維基物種上的相關：⽑軸鐵角蕨